# Milan Risztovszki
Milan Risztovszki (macedónul: Милан Ристовски; Szkopje, 1998. április 8. –) macedón válogatott labdarúgó, a Spartak Trnava játékosa.

## Pályafutása

### Klubcsapatokban
A Rabotnicski és a HNK Rijeka korosztályos csapataiban nevelkedett. 2014. november 22-én mutatkozott be a Bregalnica Stip első csapatában 16 évesen a Bregalnica Stip ellen. 2017 nyarán csatlakozott a horvát HNK Rijeka csapatához, ahol testvére Sztefan is játszott. 2017. december 10-én mutatkozott be a horvát klubban a Slaven Belupo ellen 2–0-ra megnyert bajnoki találkozón. kölcsönben megfordult a szlovén Krško, a szlovák Nitra és a Spartak Trnava csapataiban. 2021 júliusában három évre szerződtette a Spartak Trnava csapata.

### A válogatottban
Többszörös korosztályos válogatott. 2021. június 4-én góllal mutatkozott be a felnőtt válogatottban Kazahsztán ellen 4–0-ra megnyert barátságos mérkőzés. A 2021-ben megrendezett 2020-as labdarúgó-Európa-bajnokságra utazó válogatott keret tagja volt.

## Család
Testvére Sztefan Risztovszki szintén macedón válogatott és a horvát GNK Dinamo Zagreb labdarúgója.

## Statisztika

### Válogatott
2023. március 27-i állapotnak megfelelően.
| Macedónia | Macedónia       | Macedónia |
| Év        | Pályára lépések | Gólok     |
| --------- | --------------- | --------- |
| 2021      | 8               | 2         |
| 2022      | 7               | 1         |
| 2023      | 2               | 0         |
| Összesen  | 17              | 3         |

### Góljai a válogatottban
| No. | Dátum              | Helyszín                                                  | Ellenfél     | Gól | Eredmény | Verseny                                    |
| --- | ------------------ | --------------------------------------------------------- | ------------ | --- | -------- | ------------------------------------------ |
| 1.  | 2021. június 4.    | Tose Proeszki Aréna, Szkopje, Macedónia                   | Kazahsztán   | 3–0 | 4–0      | Barátságos mérkőzés                        |
| 2.  | 2021. november 11. | Vazgen Sargsyan Republican Stadiom, Jereván, Örményország | Örményország | 4–0 | 5–0      | 2022-es labdarúgó-világbajnokság-selejtező |
| 3.  | 2022. június 2.    | Hjuvefarma Aréna, Razgrad, Bulgária                       | Bulgária     | 1–1 | 1–1      | 2022–2023-as UEFA Nemzetek Ligája          |

## Sikerei, díjai
- HNK Rijeka
  - Horvát kupa: 2018–19[10]

- Spartak Trnava
  - Szlovák kupa: 2021–22, 2022–23